# ハッチング

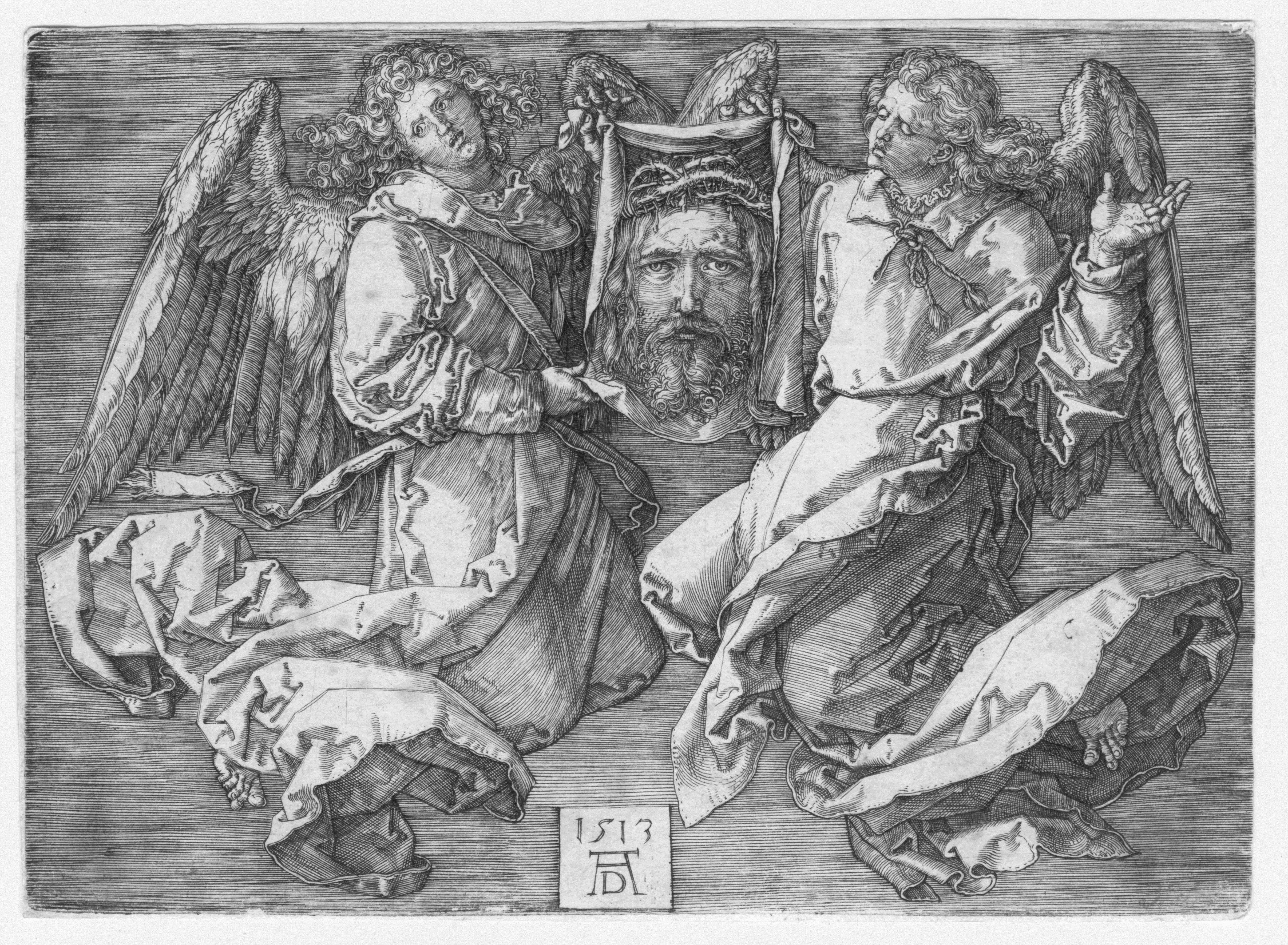
アルブレヒト・デューラー『ヴェロニカ』

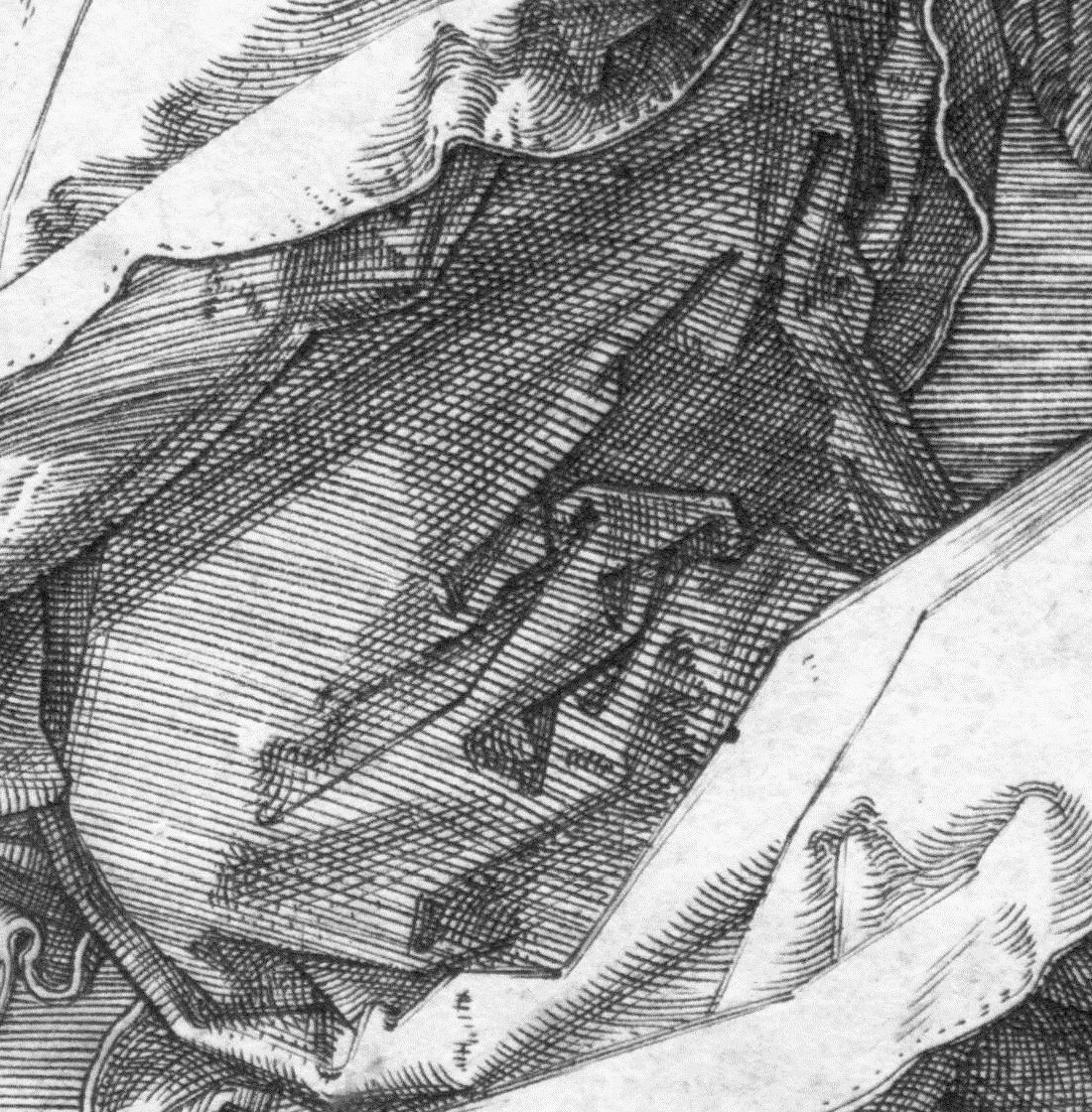
拡大図

ハッチング（英語: hatching） は、絵画や版画､図案、作図（CAD）などにおいて一定の面を平行な線で埋める技法。視覚効果や作業の効率化など、幾つかの役割・目的がある。雨降り描きなど邦訳語は幾つか考えられたが何れも定着していない。

## 概要
古くはテンペラ画において顕著に見られる技法である。画面上の隣接する絵具に対する筆による加圧によって絵具を混合し、連続した一連の階調を構成し諧調を成立させることが絵具の性質上困難であるテンペラ絵具を使用するにあたり重要な技法である。

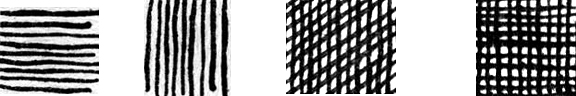
平行線 　　　　クロスハッチング

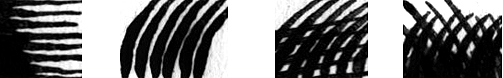
太さに強弱のあるハッチング

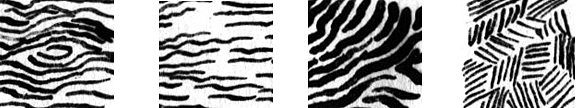

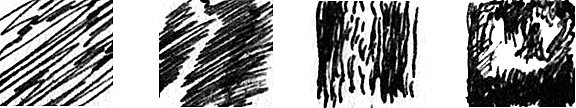
フリーハンド

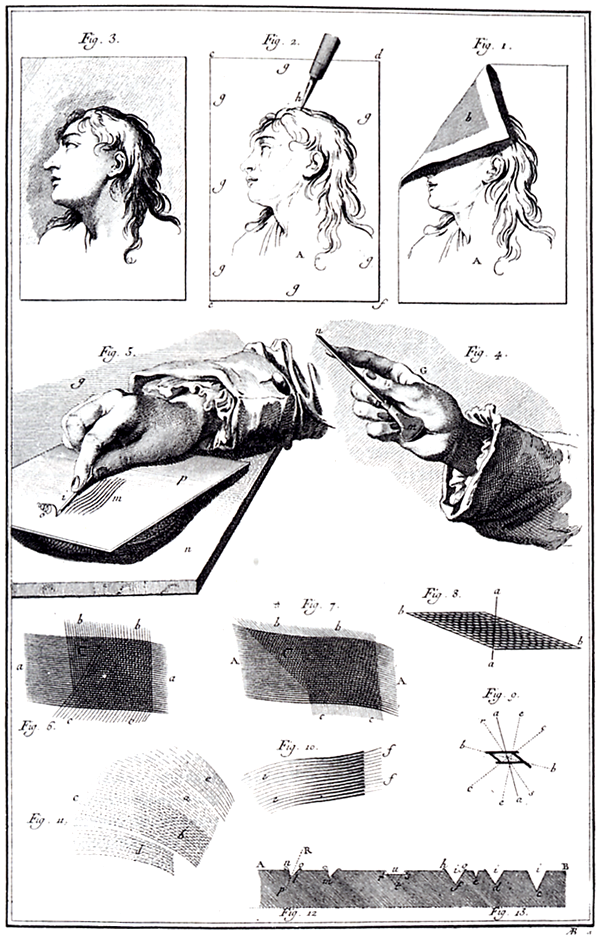
『百科全書』のエングレービングのハッチング

コンピュータ分野では、CAD（2次元CAD）による作図で、ある指定した面を斜線や特定の模様で埋める命令を指す。